# توماس كوب
توماس كوب (بالإنجليزية: Thomas Cope)‏ هو قاضي أسترالي، ولد في 19 أبريل 1821، وتوفي في 11 نوفمبر 1891.